# Günther Müller (Politiker)
Günther Ernst Walther Müller (* 27. September 1934 in Passau; † 27. Februar 1997 in Bonn) war ein deutscher Politiker. Der ehemalige Jungsozialisten-Bundesvorsitzende vertrat von 1965 bis 1994 die SPD und die CSU im Bundestag. Sein Parteiwechsel und seine recht erfolglose Kandidatur zum Amt des Münchener Oberbürgermeisters erregten 1972 Aufmerksamkeit.

## Leben
Nach dem Abitur studierte Müller zunächst Leibesübungen an der Bayerischen Sportakademie in München-Grünwald. Anschließend nahm er ein Studium der Geschichte, der Zeitungswissenschaft und der Germanistik an der Ludwig-Maximilians-Universität München auf, das er 1964 mit der Promotion zum Dr. phil. beendete. Seine Dissertation hatte das Thema „König Max II. und die soziale Frage.“
Müller trat 1954 der SPD bei. Er war seit 1956 Landesvorsitzender des Sozialistischen Deutschen Studentenbundes (SDS) in Bayern, von 1957 bis 1960 Bezirksvorsitzender der Jungsozialisten in Südbayern, 1961 wurde er zunächst stellvertretender und 1963 Bundesvorsitzender der Jusos; dieses Amt hatte er bis 1967 inne. Beruflich trat er nach dem Studium in den Verwaltungsdienst der Stadt München ein und war für die Stadtbibliothek sowie für die Münchner Volkshochschule tätig.
Müller wurde 1965 und 1969 jeweils im Wahlkreis 207, München-Süd für die SPD in den Deutschen Bundestag gewählt. 1967 war er Mitglied der Parlamentarischen Versammlung des Europarates und der Versammlung der Westeuropäischen Union. Er war bis 1971 auch Vorsitzender der bayerischen Landesgruppe der SPD-Bundestagsfraktion.
Müller gehörte in den 1960er Jahren auch dem Verwaltungsrat des FC Bayern München an. Im November 1969 spielte er in Reims beim ersten Fußball-Länderspiel der Bundestags-Auswahl gegen die Parlamentarier aus Frankreich mit.
Innerparteilich vertrat Günther Müller zusehends den rechten Flügel der SPD und tat sich insbesondere in den Flügelkämpfen der weiland zerrissenen Münchner SPD hervor. Als der langjährige Münchner SPD-Oberbürgermeister Hans-Jochen Vogel die Führung der bayerischen Landes-SPD übernahm, gelang es Müller nicht, sich gegen den ebenfalls der Parteirechten zugehörigen Georg Kronawitter im Kampf um den Bezirksvorsitz durchzusetzen.
Im Bundestag stellte er beim Misstrauensvotum gegen Willy Brandt am 27. April 1972 sein Verhältnis zur Partei auf eine letzte Belastungsprobe, als er entgegen der Fraktionsdisziplin an der Abstimmung teilnahm. Daraufhin wurde Müller von der Fraktion ausgeschlossen.
In München gründete Müller zur anstehenden Kommunalwahl die „Sozialen Demokraten 72“. Bei der Wahl des Münchener Oberbürgermeisters am 11. Juni 1972 erhielt der mit „CSU-ähnlichen Parolen“ kämpfende Müller nur 2,5 % – die SD72 erzielten nur 1,7 %. „Dritte Kraft“ so „wie die FDP in Bonn“, so interpretierte Müller das Wahlergebnis, das ihm bis 1978 einen Platz im Münchener Rathaus einbrachte.
In Bonn wurde er nach seinem Eintritt in die CSU am 19. September 1972 in die CDU/CSU-Bundestagsfraktion aufgenommen. Kurz vor der Bundestagswahl 1972 veröffentlichte er das Pamphlet Rote Zelle Deutschland oder was wollen die Jungsozialisten wirklich?, in dem er die Grundthese vertrat, die Jusos würden die SPD mit ihrer Radikalisierung vor sich hertreiben, und dem SPD-Parteivorstand stille Komplizenschaft statt der von ihm geforderten harten Abgrenzung vorwarf. Über die sich vermeintlich in den Händen der Jusos befindliche Partei schrieb er, dass sie „sich gut an die kommunistische Globalstrategie [anließe]“.
Gleichwohl wurde er am 19. November 1972 per CSU-Landesliste erneut in den Bundestag gewählt. Von 1976 bis zu seinem Ausscheiden 1994 vertrat er dort den niederbayerischen Wahlkreis Rottal-Inn/Dingolfing-Landau. Später wurde er Lehrbeauftragter für Politische Wissenschaften und Berater für Planungsfragen bei der CSU-nahen Hanns-Seidel-Stiftung, was auch Auslandsreisen wie nach Paraguay, Togo und Südafrika mit sich brachte. Zudem war er eine Zeit lang Vizepräsident der Südosteuropa-Gesellschaft.
Am 25. Juni 1979 wurde ihm das Verdienstkreuz 1. Klasse verliehen, am 24. März 1986 im Rahmen einer Höherstufung das Große Verdienstkreuz des Verdienstordens der Bundesrepublik Deutschland.
1988/89 sowie 1992/93 gehörte er dem Europäischen Parlament an. Am 27. Februar 1997 erlag er in Bonn einem Herzinfarkt.

## Werke
- König Max II. und die soziale Frage. Dissertation 1964.
- Die Zukunft der Sozial-Demokratie. Konzeption für die Zukunft. Hamburg 1968.
- Die Bundestagswahl 1969. Günter Olzog Verlag, München – Wien 1969.
- Rote Zelle Deutschland – Oder was wollen die Jungsozialisten wirklich? Seewald Verlag, Stuttgart 1972.
- Saubere Luft – Rettung für Wald und Mensch. 1984.
- Faß ohne Boden. Die Eurokratie von Brüssel und unser Geld. München 1994.
- „Dreiklassenparlament in Bonn? Zur Stellung der Abgeordneten im Bundestag“, in: Der Bundestag von innen gesehen hrsg. von Emil Hübner, Heinrich Oberreuter, Heinz Rausch. München 1969, S. 42–52.